# Peperomia albovittata
Espèce
Statut de conservation UICN

 CR B1ab(iii) : 
En danger critique
Peperomia albovittata est une espèce de plantes de la famille des Pipéracées originaire d'Équateur.